# Municipio de Meadows (Minnesota)
El municipio de Meadows (en inglés, Meadows Township) es un municipio del condado de Wilkin, Minnesota, Estados Unidos. Tiene una población estimada, a mediados de 2021, de 54 habitantes.
Abarca un área exclusivamente rural.

## Geografía
Está ubicado en las coordenadas 46°24′47″N 96°27′59″O / 46.41306, -96.46639. Según la Oficina del Censo de los Estados Unidos, tiene una superficie total de 93.82 km², correspondientes en su totalidad a tierra firme.

## Demografía
Según el censo de 2020, en ese momento había 53 personas residiendo en la zona. La densidad de población era de 0.56 hab./km². El 96.23 % de los habitantes son blancos y el 3.77% son de una mezcla de razas. No hay hispanos o latinos de cualquier raza.